# Jericho (The Band)
Jericho è l'ottavo album in studio del gruppo musicale canadese-statunitense The Band, pubblicato nel 1993. 

## Tracce
1. Remedy – 4:28 (Colin Linden, Jim Weider)
2. Blind Willie McTell – 6:40 (Bob Dylan)
3. The Caves of Jericho – 5:22 (Richard Bell, Levon Helm, John Simon)
4. Atlantic City – 5:14 (Bruce Springsteen)
5. Too Soon Gone – 3:59 (Jules Shear, Stan Szelest)
6. Country Boy – 3:14 (Marshall Barer, Fred Brooks)
7. Move to Japan – 4:25 (Joe Flood, Levon Helm, John Simon, Stan Szelest, Jim Weider)
8. Amazon (River of Dreams) – 6:00 (Artie Traum)
9. Stuff You Gotta Watch – 2:48 (Muddy Waters)
10. Same Thing – 4:30 (Willie Dixon)
11. Shine a Light – 4:12 (Marty Grebb, Daniel Moore)
12. Blues Stay Away From Me – 6:01 (Alton Delmore. Rabon Delmore, Henry Glover, Wayne Raney)

## Formazione
- Rick Danko – basso, chitarre, violino, trombone, tastiere, voce
- Levon Helm – batteria, percussioni, mandolino, chitarra, voce
- Garth Hudson – organo, tastiere, fisarmonica, piano elettrico, sassofoni, sintetizzatori, corni
- Richard Manuel – piano, tastiere, voce
- Randy Ciarlante – batteria, percussioni, cori
- Rick Bell – tastiere, organo, piano, fisarmonica, cori
- Jim Weider – chitarre, cori
- Stan Szelest – piano elettrico